# Stoh (Karpaty)
Stoh (rusínsky Стог (Stoh), ukrajinsky Стіг (Stih), rumunsky Vârful Stogu, polsky Stóg) je hora na Čornohoře v Maramurešském pohoří ve Východních Karpatech. Má nadmořskou výšku 1653 m n. m. Leží na ukrajinsko-rumunské hranici.

## Trojmezí
Během meziválečného období se zde nacházelo trojmezí území Československa, Rumunska a Polska.